# 아바타 정글의 비밀
《아바타 정글의 비밀》(중국어: 绿林大冒险, 번역: 푸른 숲 대모험)는 2013년 공개된 중국의 SF 애니메이션 영화이다.

## 줄거리
과학 연구소에서 일하는 엄마 '일렌'과 '라니'는 단 둘이 산다. 라니는 항상 혼자 외로운 날을 보낸다. 자신의 생일날 만은 챙겨줄 것 이라고 믿었지만 바빠서 생일조차 챙겨주지 않는 엄마에게 실망한다. 그리고 엄마를 찾으러 연구실에 갔다가 실험중인 공간 이동 레이저를 맞고 정글 행성로 공간이동을 하게 된다. 정글 행성에 떨어지게 된 ‘라니’는 공룡들에게 공격 당하고, 그런 상황 속에 '블루'가 나타다고 '라니'를 구해주게 된다.
'라니'와‘블루'는 친구가 되어 자신을 챙겨주지 않은 엄마에게 불만을 품어 돌아갈 생각을 하지 않고 정글로 모험을 하기로 한다.
한편, 평화로움도 잠시 연구소 소장은 정글의 특수 DNA를 캐내기 위해 행성을 위협한다. 이사실을 알게 된 행성에 머물고 있는‘그린’박사는 '라니'와‘블루’와 힘을 합쳐 정글을 구하기 위해 싸움을 준비한다. 이러한 상황 속에 '라니’가 행성으로 전송된 것을 알게 된 엄마는 직접 딸을 찾아 나선다.
- 공룡, 정글, 다양한 식물들이 가득한 숲 속 등 기존의 판타지 애니메이션의 영상미를 가지고 있음.
- DNA를 위해 행성을 위험에 빠뜨린 연구소 소장을 통해 물질만능주의 비판과 더불어 친환경보호를 경각시킴.
- 가족애에 대한 메시지 전달함.

## 주인공/성우
| 배역    | 원어판   |
| ------- | -------- |
| 샤오위  | 장안치   |
| 부러    | 리정상   |
| 무러    | 장신     |
| 쑨 박사 | 왕샤오빙 |
| 원징    | 양멍루   |
| 쿤쫑    | 리추안잉 |
| 다촨    | 가오지창 |
| 투러    | 장위링   |

| 배역 | 한국어 더빙판 |
| ---- | ------------- |
| 케인 | 이장원        |
| 라니 | 김하영        |
| 블루 | 이경태        |
| 일렌 | 이명희        |

- 라니: 일렌의 딸, 일렌의 연구에 갔다가 정글행성으로 보내짐, 정글의 영웅이 됨, 털털한 겉모습을 가졌지만 속은 여린 주인공
- 블루: 신비한 정글 요정, 라니와 친구가 되어 정글을 지킴
- 그린: 연구소 소장으로부터 정글을 지키는 박사
- 케인: 정글을 파괴하려는 악당. 멀리 있는 물체도 한 순간에 얼려버리는 '초분자 냉동 총'과 '특수 강화수트'로 무장한 군인들을 가지고 있음
- 물라: 라니와 블루를 도와주는 정글행성의 요정
- 일렌: 딸을 사랑하는 엄마, 연구일정으로 바쁜 생활을 보내고 있음
- 원숭이, 로봇, 툴라, 몬스터..

## 제공
- 제작: shanghai hippo animation
- 수입: (주)풍경소리
- 배급: (주)팝엔터테이먼트 & 닌텐도엔터테인먼트

## 이모저모
- '아바타 정글의 비밀'은 2D와 3D가 있다.
- 제임스 카메론 감독의 아바타에 등장하는 나비족의 모습을 보고 영감을 얻어 제작 되었다.
- 하지만 허락 맡은 바가 밝혀진게 없어서 표절이라는 말도 있다.